# چون فرشته‌ای که از اتاقم می‌گذرد
چون فرشته‌ای که از اتاقم می‌گذرد (انگلیسی: Like an Angel Passing Through My Room) ترانه‌ای از ابرگروه سوئدی موسیقی پاپ آبا است که در سال ۱۹۸۲ منتشر شد.
کار بر روی این آهنگ در ۲۶ مه ۱۹۸۱ در استودیوهای پولار آغاز شد و در ابتدا قرار بود که در سبک دیسکو ارائه شود، اما گروه احساس کرد که در این صورت شباهت زیادی به ترانه «تمام عشقت را تقدیم من کن» خواهد داشت و در نتیجه از این کار منصرف شدند. در نسخهٔ نهایی که منتشر شد، آنی-فرید لینگستاد خوانندهٔ اصلی است و تنها ترانه‌ای از گروه آباست که تنها یک تک‌خوان دارد.
این ترانه بعدها توسط هنرمندانی چون نینا هاگن، هیزل دین، ویلیام اربیت (با همخوانی مدونا) و آنه سوفی فن اوتر بازخوانی شد.